# Azizan Abdul Razak
Tan Sri Dato 'Seri Azizan bin Abdul Razak (15 de octubre de 1944 - 26 de septiembre de 2013)  fue el Menteri Besar (primer ministro) del estado malasio de Kedah entre 2008 y 2013, representando al partido  Pan-Malaysian Islamic Party (PAS). Fue el comisionado del PAS de Kedah y miembro del Comité Central del PAS.
Azizan fue elegido para la Asamblea Estatal de Kedah en 2004, representando a Sungai Limau. En 2008 el PAS fue elegido para gobernar en Kedah, liderando una coalición con los partidos People's Justice Party (PKR) y Democratic Action Party (DAP). Azizan, como líder estatal del PAS, se convirtió en el primer ministro de Kedah de un partido diferente que el United Malays National Organisation (UMNO); la victoria de 2008 acabó con una racha de décadas de gobierno del partido UMNO. Su puesto de primer ministro terminó en las elecciones de 2013 cuando ganó la mayoría parlamentaria el UMNO liderado por Mukhriz Mahathir, hijo del antiguo primer ministro Mahathir Mohamad.
Azizan tuvo 14 hijos de dos matrimonios. Se graduó de la Universidad Al-Azhar University y la Universidad de Kent, y fue líder del departamento de leyes sharia de la Universidad Nacional de Malasia. Murió el 26 de septiembre de 2013 en el Hospital Sultanah Bahiyah en el que se encontraba internado en la unidad de cuidados intensivos debido a una infección en su pierna que se complicó y lo llevó al coma, aunque la muerte oficial se debió a un ataque cardíaco, propia de la complicación.